# Plagodis inusitaria
Plagodis inusitaria är en fjärilsart som beskrevs av Moore 1867. Plagodis inusitaria ingår i släktet Plagodis och familjen mätare. Inga underarter finns listade i Catalogue of Life.